# Nokia N90
Nokia N90 este un smartphone creat de Nokia bazat pe Symbian OS 8.1a, Seria 60 UI.  Nokia N90 are senzor optic digitale de la Carl Zeiss, focalizare automată, zoom digital 20x și captarea imaginii se face la 2 megapixeli și un mod macro pentru fotografii în prim plan.
N90 suportă rețelele GSM, EDGE, GPRS și UMTS 3G. Ea are Bluetooth v1.2, Push to Talk (PTT), dar nu fără acces la serviciile ASV. Browserul standard este Nokia WAP v2.0/xHTML. Este bazat pe chipset-ul TI OMAP 1710 cu un procesor ARM926EJ-S tactat la 220 MHz. Are 6 MB ROM, 48 MB RAM și suportă card de memorie RS-MMC.
Ecranul principal are 2.1 inchi cu rezoluția de 352 x 416 pixeli și densitatea pixelilor este de 259 ppi. Ecranul secundar are cu rezoluția de 128 x 128 pixeli și se poate roti 90 de grade. N90 are Bluetooth v1.2, infraroșu și Nokia Pop-Port.
Funcțiile suplimentare sunt built-in de editare imagine (claritate, culoare, decupare, redimensionare, text) și imprimarea PictBridge prin USB sau Bluetooth. N90 are servicii de telefonie mobilă Kodak instalat ca să se poată încărca imagini la galeria EasyShare pentru vizualizarea sau comanda printurilor fizice.
Browserul web suportă WAP 2.0, XHTML și HTML. Clientul de e-mail suportă protocoalele POP3, IMAP4, SMTP și se poate seta e-mail auto-control periodic.
Formatele audio suportate sunt AAC, AAC +, AMR, eAAC +, tonuri MIDI (polifonice 64), MP3, RealAudio și WAV.
RealPlayer redă formatele acceptate 3GPP (.263), MPEG-4 și RealVideo.
Durata viață a bateriei este de 4.5 ore de convorbire și 240 de ore de standby. Conform testelor de radiații FCC, N90 are un rating digital SAR de 0,22 wați pe kilogram.